# Iglesia de Sant'Antonio Nuovo
La iglesia de Sant'Antonio Taumaturgo (llamada habitualmente iglesia de Sant'Antonio Nuovo), es el principal edificio religioso del Borgo Teresiano y del centro de Trieste. El proyecto de la iglesia data de 1808, pero las obras no empezaron hasta 1825. La fachada del edificio se caracteriza por seis columnas jónicas. También en la fachada principal, en el ático, hay seis estatuas esculpidas por Francesco Bosa en 1842, que representan a san Giusto, san Sergio, san Servolo, san Mauro, san Eufemia y santa Tecla. La iglesia está situada en la plaza homónima, al final del Gran Canal.

## Historia
Hasta mediados del siglo xviii, se encontraba en su lugar una capilla privada dedicada a la Anunciación. Tras recibir la concesión para hacer público el acceso a la capilla, esta se mostró insuficiente debido a la gran afluencia de fieles. Así, se decidió erigir una iglesia más grande, de estilo barroco, dedicada a Sant'Antonio Nuovo. En torno a 1771 se completó esta estructura, pero pronto resultó también ser demasiado pequeña.
Por tanto, en 1808, varios arquitectos proyectaron una válida alternativa a la iglesia de Sant'Antonio Nuovo. Ese mismo año, el proyecto neoclásico del arquitecto suizo Pietro Nobile ganó el concurso. Sin embargo, la consagración de la imponente iglesia (92 x 28 m) no se produjo hasta 1849.
En 1958 la empresa Mascioni construyó los dos órganos de la iglesia, ambos de transmisión eléctrica:
- el órgano mayor, sobre el coro en la contrafachada, es el opus 748 y dispone de setenta y dos registros en tres teclados y un pedal; este sustituyó a un instrumento de Giovanni Battista De Lorenzi de 1834-1835, reconstruido en 1922 por Beniamino Zanin;
- el órgano menor, sobre el coro a la izquierda del presbiterio, es el opus 770 y dispone de dieciséis registros en un único teclado y pedal, obtenidos con un sistema múltiple de cuatro registros reales.